# Ролев
Ролев (укр. Ролів) — село в Меденичской поселковой общине Дрогобычского района Львовской области Украины.
Население по переписи 2001 года составляло 919 человек. Занимает площадь 16,04 км². Почтовый индекс — 82135. Телефонный код — 3244.